# Pandelleia pschorni
Pandelleia pschorni är en tvåvingeart som beskrevs av Louis-Paul Mesnil 1963. Pandelleia pschorni ingår i släktet Pandelleia och familjen parasitflugor. Inga underarter finns listade i Catalogue of Life.